# استديوهات آبي روود
استديوهات آبي روود في لندن (بالإنجليزية: Abbey Road Studios)‏ كانت تعرف سابقاً باسم استديوهات إيمي (بالإنجليزية: EMI Studios)‏ وهي استديوهات تسجيل تقع في 3 آبي روود، سانت جونز وود، سيتي أوف ويستمينستر، لندن، إنجلترا. تأسست الاستديوهات في نوفمبر 1931 شركة غراموفون، وهي سلف شركة الموسيقى البريطانية إيمي والتي امتلكت المكان حتى عام 2012.
من أبرز الأمور التي عرفت عن استوديوهات آبي روود بكونها المكان الذي استخدمت فيه تقنيات التسجيل الموسيقي المبتكرة في الستينات التي اعتمدتها فرق البيتلز وبينك فلويد، والهوليز وبادفينغر وغيرها.

## التاريخ
في الأصل كان مبنى من العصر الجورجي ذو تسع غرف نوم بُني في ثلاثينات القرن التاسع عشر على الرصيف المؤدي إلى دير كيلبورن.

## وصلات خارجية
- الموقع الرسمي لاستديوهات آبي روود
- Google presents Inside Abbey Road
- مؤسسة آبي روود